# Willy Ascherl
Willy Ascherl (* 7. Januar 1902 in Fürth; † 8. August 1929 in Meißen) war ein deutscher Fußballspieler. Der Stürmer gewann mit seinem Verein SpVgg Fürth im Jahr 1926 die Deutsche Meisterschaft und mit Süddeutschland in den Jahren 1923, 1924 und 1926 dreimal den Bundespokal.

## Karriere
Ascherl kam aus der Jugend der Spielvereinigung. Er legte dann aber eine Zwischenstation bei der lokalen Konkurrenz TV 1860 Fürth ein und spielte in den Runden 1920/21 und 1921/22 in der Kreisliga Nordbayern gegen den 1. FC Nürnberg und die SpVgg Fürth. Im Dezember 1922 kehrte er wieder in den Ronhof zurück. Der kleine, schnelle und überaus trickreiche Angreifer war zumeist auf der linken Sturmseite im Einsatz, wo er als Verbinder wie auch als Linksaußen zum Einsatz kam. Er feierte 1923 die süddeutsche Meisterschaft und den Einzug in die Endrunde um die Deutsche Meisterschaft. In seinem ersten Endrundenspiel konnte er sich am 13. Mai 1923 beim 4:0-Erfolg gegen die Breslauer Sportfreunde als zweifacher Torschütze auszeichnen. Bereits am 25. Februar 1923 hatte er mit der Auswahlmannschaft des Süddeutschen Fußball-Verbandes in Frankfurt das Finale um den Bundespokal mit 2:1 Toren gegen die Auswahlmannschaft des Westdeutschen Spiel-Verbandes gewonnen. Die Sturmreihe des Südens spielte in der Besetzung mit Georg Wunderlich (Stuttgarter Kickers) und einem Quintett der Spielvereinigung: Andreas Franz, Leonhard Seiderer, Ascherl, Karl Auer. Als Halblinks erzielte er das Tor zur 2:0-Führung. In der folgenden Runde, 1923/24, reichte es in Süddeutschland zur Vizemeisterschaft, am 17. Februar 1924 mit einem 4:2-Sieg gegen die Auswahlmannschaft des Norddeutschen Fußball-Verbandes zur Titelverteidigung im Bundespokal-Wettbewerb, wobei er zwei Tore erzielte und am 21. April in Amsterdam im Länderspiel gegen die Nationalmannschaft der Niederlande in der A-Nationalmannschaft debütierte. Die Kombination aus Nürnberg und Fürth gewann das Spiel mit 1:0 Toren. Ascherl spielte auf Linksaußen und schlug in der 26. Minute die Flanke, die sein Vereinskamerad Karl Auer zum entscheidenden Treffer verwandeln konnte.
In der Saison 1925/26 wurde er erneut mit Fürth in Süddeutschland Vizemeister. Die Fürther konnten an der Endrunde um die Deutsche Meisterschaft teilnehmen und zogen nach Erfolgen gegen FC Viktoria Forst, den Breslauer SC 08 und im Halbfinale mit 3:1 gegen Holstein Kiel in das Endspiel ein. Am 13. Juni bezwangen sie Hertha BSC mit 4:1 und errangen zum zweiten Mal in der Vereinsgeschichte die Meisterschaft. Ascherl beendete mit seinem Treffer in der 68. Minute den Torreigen. Im Bundespokal war er in der Auswahlmannschaft des Süddeutschen Fußball-Verbandes erfolgreich als Torschütze in den Spielen am 6. September und 3. Oktober 1925 (Halbfinale) gegen die Auswahlmannschaft des Westdeutschen Spiel-Verbandes (7:2) und des Verbandes Brandenburgischer Ballspielvereine (7:0) im Einsatz. Das Finale fand nur einen Tag (4. Oktober) nach dem deutlichen Halbfinalsieg gegen Brandenburg in Leipzig gegen die Auswahlmannschaft des Verbandes Mitteldeutscher Ballspiel-Vereine statt und er konnte verletzungsbedingt nicht teilnehmen. Beim 2:1-Finalsieg gegen Mitteldeutschland stürmte für ihn in der Nürnberger-Fürther Kombination sein Vereinskamerad Georg Kießling.
Nach der dritten Vizemeisterschaft in Süddeutschland, 1926/27, folgten in der Endrunde um die Deutsche Meisterschaft die Spiele gegen Kickers 1900 Berlin (9:0) und am 29. Mai 1927 in Leipzig vor 25.000 Zuschauern im VfB-Stadion die „Wiederholung“ des Vorjahrfinales gegen Hertha BSC. Mit zwei Treffern von Willi Kirsei setzte sich die Mannschaft von Johannes Sobeck mit 2:1 Toren durch und warf damit den Titelverteidiger aus dem Wettbewerb. Die gefürchtete Angriffsreihe der Spielvereinigung mit Karl Auer, Andreas Franz, Leonhard Seiderer, ihm und Georg Kießling brachte in der zweiten Halbzeit keinen Treffer mehr zustande.
Die Saison 1927/28 schloss Ascherl mit der SpVgg Fürth als Drittplatzierter ab. Von 1923 bis 1927 hat er mit der Ronhof-Elf acht Endrundenspiele absolviert und dabei sieben Tore erzielt. Nach acht Punktspielen, in denen er vier Tore erzielte, wechselte der gelernte Kaufmann im November 1928 zum MSV 08 Meißen.
In Meißen durfte er zunächst nicht spielen, da der DFB den Verdacht hegte, dass Ascherl aus finanziellen Gründen von Fürth nach Meißen gewechselt war, was seinerzeit nicht erlaubt gewesen ist. Ascherl agierte daher beim MSV 08 Meißen zunächst als Trainer, ehe er dann später auch in der Bezirksliga Ostsachsen aktiv für Meißen am Ball war. Aber leider nur für kurze Zeit, Willy Ascherl starb bereits 1929 im Alter von 27 Jahren infolge eines Darmrisses.